# Кулидж (Канзас)
Вижте пояснителната страница за други значения на Кулидж.
Кулидж (на английски: Coolidge) е град в окръг Хамилтън, щата Канзас, САЩ. Той е с население от 80 жители (2020) и обща площ от 1,20 km². Намира се на 1022 м надморска височина. ЗИП кодът му е 67836, а телефонният му код е 620.

## География
Кулидж е разположен край Магистрала 50, на северния бряг на река Арканзас. Намира се на около две мили от границата между Канзас и Колорадо и на около 15 мили от окръжния център Сиракюз.

## Население
| Година                                                                               | Брой на населението | ±%     |
| ------------------------------------------------------------------------------------ | ------------------- | ------ |
| 1890                                                                                 | 472                 | -      |
| 1900                                                                                 | 288                 | −39,0% |
| 1910                                                                                 | 145                 | −49,7% |
| 1920                                                                                 | 144                 | −0,7%  |
| 1930                                                                                 | 135                 | −6,2%  |
| 1940                                                                                 | 132                 | −2,2%  |
| 1950                                                                                 | 168                 | +27,3% |
| 1960                                                                                 | 117                 | −30,4% |
| 1970                                                                                 | 102                 | −12,8% |
| 1980                                                                                 | 82                  | −19,6% |
| 1990                                                                                 | 90                  | +9,8%  |
| 2000                                                                                 | 86                  | −4,4%  |
| 2010                                                                                 | 95                  | +10,5% |
| 2020                                                                                 | 80                  | −15,8% |
| Източници: 1890 - 1900, 1910 – 2020 Процентите са изчислени с Percentage Calculator. |                     |        |

## История
Преди заселването на града, мястото е важна спирка по маршрута към Санта Фе в средата на ХІХ в. Възникването му датира към януари 1873 г., когато там е открит пощенски клон, носещ името Сарджънт. Той е закрит през октомври същата година, но през декември отваря отново. След ново прекъсване през май 1875 г. дейността му е възстановена през декември 1877 г.
Развитието на селището е тясно свързано с железопътната компания „Ачисън, Топика и Санта Фе“. Когато е взето решение тя да продължи линията си в западна посока, започва търсене на място, където да бъде разположена базата на дейността ѝ, докато се сдобие с нужното оборудване за разширението ѝ. Сарджънт, намиращ се едва на няколко километра от границата с Колорадо, се оказва идеалното място за това, тъй като жп линията вече стига дотам. През 1881 г. пунктът за поддръжка на железницата се мести в града и на 5 юли същата година той и пощенският му клон са преименувани на Кулидж, в чест на Томас Джефърсън Кулидж, тогавашния президент на „Ачисън, Топика и Санта Фе“.
До този момент градът се състои от поща, няколко пивници и колиби, служещи за домове на работниците по жп линията. Понеже се превръща в място, където се извършват смените на влаковите екипи, а композициите се ремонтират и зареждат с въглища, вода и смазочни материали, това създава нужда от магазини, конюшни, търговски обекти и други места за услуги. През първите няколко години железопътната компания построява работилници, депа за пътнически и товарни влакове, хотел и дом с отдавани под наем апартаменти. Скоро след това в града пристигат и множество предприемачи, за да развиват търговия. През 1882 г. Кулидж вече е значителен, растящ и популярен град в Канзас. Три години по-късно е построено училище, а през април 1886 г. врати отваря и първата банка. През юли 1888 г. е завършена и сградата на операта, която обаче злощастно изгаря при пожар на следващия месец. В същата година е изградена и сградата на общината.
Периодът между 1885 и 1887 е времето на най-голям разцвет на Кулидж. Основен фактор за това е железопътната компания, която до средата на 1887 г. похарчва над 350 000 щ. д. за подобрения в града. Там се развива бурна търговия с едър рогат добитък, а населението се колебае между 800 и 1000 жители. Градоустройственият план на Кулидж е изработен през 1886 г. и на 7 февруари същата година той става първият град, регистриран в окръг Хамилтън.
Много скоро обаче ситуацията за града започва да се влошава, понеже жп линията подтиква бързото развитие и на други градове, включително на намиращия се наблизо Сиракюз, който през 1888 г. е избран окръжен център след продължителна сага. Това води до преместването там на значителна част от търговията в Кулидж, който освен това понася и друг, по-сериозен, удар. За да попълни бюджета си, градската управа се опитва да увеличи данъците върху недвижимите имоти на железопътната компания, но тя не приема това искане. Кулминацията на този спор е когато група недоволни граждани завързват локомотив с вериги за релсите и не го пускат да мине, докато железницата не плати данъците. Вбесено от това, ръководството на компанията мести пункта за поддръжка в Сиракюз през септември 1890 г. и около 500 нейни служители напускат Кулидж. Всичко това се отразява в първото официално преброяване на населението, извършено през същата година, което отчита само 472 жители.
90-те г. на ХІХ в. са трудни за града. Спадът на населението води до намаляване на оборота на търговците; те нямат и на кого да продадат фирмите си, в резултат на което фалират. Други, от своя страна, решават да запалят предприятията си, за да поискат след това обезщетение от застрахователите си и с получената сума да се изместят от Кулидж, като по този начин значителна част от него изгаря. През 1910 г. той има население от 145 души, като е втори по големина в окръг Хамилтън и разполага с хотел, няколко смесени магазина, телеграфо-пощенска станция и телефонна връзка.
След годините на разцвет, донесени от железницата, малцината останали жители се насочват към земеделието и градът се превръща в жп депо за съхраняване на зърно. В днешно време Кулидж е малка земеделска общност, където основните отглеждани култури са пшеница, царевица и захарно цвекло.

## Образование
След построяването на първата училищна сграда през 1885 г., Кулидж се сдобива с ново училище през 1947 г. Петнадесет години по-късно до него е построена и гимназия, но и двете са закрити през 1969 г. Понастоящем градът се обслужва от обединен държавен образователен окръг №494, чийто център е в Сиракюз. Той включва основно училище и гимназия.

## Културни препратки
Във филма от 1983 г. „Семейство Гризуолд във ваканция“ главният герой Кларк Гризуолд (в ролята Чеви Чейс) заедно със семейството си посещава братовчеда Еди и семейството му, които живеят във ферма край Кулидж.